# Maria Charlotte Sweceny
Maria Charlotte Sweceny (geborene: Stein; * 6. Juni 1904 in Wien; † 15. März 1956 ebenda) war Gesellschafterin des Manz Verlags und von 1939 bis 1942 Freundin des österreichischen Schriftstellers Alexander Lernet-Holenia. Sie diente als Vorbild für die Figur der Cuba Pistohlkors in Lernet-Holenias Roman Mars im Widder und war Widmungsträgerin seiner Gedichtsammlung Die Trophae.

## Familiärer Hintergrund
Maria Charlotte Sophie Nanette Felicitas Stein, gerufen „Lotte“, wurde am 6. Juni 1904 in Wien geboren und am 9. Oktober im evangelischen Bekenntnis H. B. getauft. Ihr Vater war der Verleger Dr. Richard Stein, ihre Mutter die aus einer deutschen Verlegerfamilie stammende Frieda Klinkhardt. Über Lotte Steins Bildungsweg ist nichts bekannt. Sie wuchs gemeinsam mit ihren drei Geschwistern Robert (1899–1970), Walter (1901–1979) und Edith (1910–1985) auf. Die Familie „zählte zu jener hochkultivierten Schicht des assimilierten jüdischen Bürgertums, die sich in ihrer Fortschrittsfreudigkeit für neue Impulse in Kunst und Wissenschaft begeisterten [sic!] und schöpferische Begabungen mit Aufträgen und Ankäufen förderten [sic!]“. U. a. beauftragte man Adolf Loos mit dem Bau eines Portals für die Buchhandlung Manz am Kohlmarkt 16 und förderte Arnold Schönberg, zu dessen Schülern Lottes Onkel Erwin Stein zählte. 1909 ließ Vater Richard sich selbst und seine beiden Kinder Lotte und Walter von Oskar Kokoschka malen.

## Heirat und Freundeskreis
Am 25. Dezember 1925 heiratete Lotte Stein den um vier Jahre älteren Industriellen-Sohn und Ingenieur Otto Carl Adolf Sweceny (1900–1969), Gesellschafter der Sirocco-Werke White, Child & Beney, einem 1888 gegründeten, auf industrielle Lufttechnik spezialisierten Unternehmen. 1934 bezog das kinderlose Paar eine Wohnung im kurz zuvor errichteten Hochhaus in der Wiener Herrengasse, wo zahlreiche Künstler und Intellektuelle lebten. Zu ihren Freunden zählten u. a. der Publizist Milan Dubrović, dessen Frau, die Kunsthistorikerin Erika Kriechbaum, die Architekten Hans A. Vetter und Max Fellerer sowie der Polizeibeamte und Torberg-Freund Alexander Inngraf („Blümerl“). Im Zusammenhang mit diesem Freundeskreis findet Lotte Stein, nunmehr Sweceny, Erwähnung in Dubrovic’ Erinnerungen. Dort heißt es u. a., Lotte Sweceny habe im Zentrum eines „oppositionell gesinnten Freundeskreises“ gestanden, der sich meist in Hochrotherd (bei Breitenfurt im Wienerwald) traf. Dort besaßen Sweceny und ihr Bruder Walter Stein ein Bauernhaus, in dem sie und ihre Familie bzw. ihr Freundeskreis häufig die Wochenenden verbrachten.

## Zweiter Weltkrieg und Beziehung zu Alexander Lernet-Holenia
Ca. 1938 lernte Sweceny – vermutlich im Café Herrenhof – den österreichischen Schriftsteller Alexander Lernet-Holenia kennen. Die beiden unternahmen am 8. Januar 1939 mit dem KdF-Schiff M.S. Milwaukee eine mehrwöchige Karibik- und Nordamerikareise, von der sie als Paar zurückkehrten. Nach dieser Reise wurde Lernet-Holenia zum Militärdienst eingezogen und beim Überfall auf Polen eingesetzt. Dies erzwang eine räumliche Trennung des jungen Paares; eine Konstellation, die sich in Lernet-Holenias den Feldzug reflektierenden Roman Mars im Widder wiederfindet. Sweceny gab das Vorbild für die mysteriöse Romanfigur der Cuba Pistohlkors ab; auch der Freundeskreis von Hochrotherd fand Eingang in den Roman. Als Lernet-Holenia im September 1941 als Leiter des Entwicklungsstabs in die Heeresfilmstelle nach Berlin abkommandiert wurde, begannen sich die beiden voneinander zu entfremden, bis sie sich schließlich Ende 1942 trennten. Lernet hatte Sweceny nicht erlaubt, ihn in Berlin zu besuchen, teils, weil er die Stadt für einen „Mischling 1. Grades“, der sie nach NS-Terminologie war, für zu gefährlich hielt, teils wohl auch, weil er dort ein Verhältnis mit seiner späteren Frau Eva Vollbach unterhielt. Sweceny arbeitete jedoch – wie schon zuvor – weiterhin für Lernet, indem sie Manuskripte zusammenstellte und kopierte, darunter den Gedichtband Die Trophae, das ihm „liebste“ seiner Bücher. Im Archiv der Familie Stein sind 150 Briefe Lernet-Holenias an Sweceny erhalten, die 2011 erstmals in Form einer wissenschaftlichen Briefedition veröffentlicht wurden.

## Letzte Lebensjahre und Tod
Nach 1945 ließ sich Sweceny von ihrem Mann scheiden, pflegte zu ihm und seiner zweiten Frau Heidi Ebenstein jedoch bis zuletzt ein gutes Verhältnis. Ihre letzten Lebensjahre verbrachte Sweceny in ihrer Wohnung im Hochhaus. Sie unternahm zahlreiche Studienreisen, lernte Fremdsprachen und pflegte zahlreiche Korrespondenzen mit emigrierten Freunden aus der Zeit vor dem Zweiten Weltkrieg und neuen, meist amerikanischen Freunden, die sie bei ihrer Tätigkeit als Reiseführerin in Wien kennengelernt hatte. Maria Charlotte Sweceny starb am 15. März 1956 an Herzschwäche und wurde im Familiengrab auf dem Döblinger Friedhof in Wien beigesetzt.